# Dolichiscus ferrazi
Dolichiscus ferrazi är en kräftdjursart som beskrevs av Pirez och Sumida 1997. Dolichiscus ferrazi ingår i släktet Dolichiscus och familjen Austrarcturellidae. Inga underarter finns listade i Catalogue of Life.